# 엔세보야도
엔세보야도(스페인어: encebollado)는 에콰도르의 생선국이다. 다랑어와 카사바가 들어간 새콤하고 얼큰한 국으로, 주로 아침으로 먹으며, 흔한 해장 음식이기도 하다. 집에서 요리하기보다는 길에 나가 사 먹는 음식이다. 과야킬과 엘엠팔메의 엔세보야도가 유명하다. 에콰도르의 국민 음식 가운데 하나이기도 하다. 

## 이름
스페인어 "엔세보야도(encebollado)"는 "양파"를 뜻하는 명사 "세보야(encebollado)"에 파생접사 "엔(en-)"과 "-아도(-ado)"를 붙인 말로, "양파당한(양파의 특성을 지니게 된, 양파를 넣은)" 음식이라는 뜻이다.

## 만들기
생선으로는 주로 날개다랑어가 쓰이지만, 다른 다랑어류를 쓰기도 한다. 생선과 카사바는 다른 냄비에 따로 삶아 익힌다. 생선을 삶을 때 육수에 고수, 파슬리, 쿨란트로 등 허브와 고추, 마늘, 양파, 생강 등 향신채, 고춧가루와 쿠민가루, 후춧가루 등 향신료, 토마토 등을 함께 넣어 맛을 낸다. 생선이 익으면 건져 내고, 국물은 체에 받쳐 거른다. 허브와 생강을 제외한 다른 건더기들은 국물을 조금 넣고 블렌더에 갈아서 체에 받쳐 내린 다음, 다시 국물에 섞는다. 카사바도 익으면 건져내고, 카사바 삶은 물을 생선 국물에 부어 섞는다. 그릇에 익은 생선과 카사바를 담고, 얇게 썬 적양파를 올린 다음 그 위로 국물을 부어 낸다. 양파는 생양파를 쓰기도 하고, 양파 절임을 쓰는 경우도 있다. 먹을 때는 라임즙과 아히를 뿌리고, 치플레나 빵 또는 쌀밥을 곁들인다. 치플레는 잘게 부수어 국물에 넣어 섞기도 한다.

## 같이 보기
- 마르미타코
- 상코초 데 페스카도
- 엔코카도
- 파네스카